# 549e division de grenadiers
La 549e division de grenadiers (en allemand : 549. Grenadier-Division ou 549. GD) est une des divisions d'infanterie de l'armée allemande (Wehrmacht) durant la Seconde Guerre mondiale.

## Historique
La 549e division de grenadiers est formée le 11 juillet 1944 comme Sperr-Division 549 dans le Wehrkreis IV en tant qu'élément de la 29. Welle (29e vague de mobilisation).
Elle est affectée en Lituanie dans le XII. SS-Armeekorps de la 3. Panzer-Armee, puis en septembre dans la 4. Armee, au sein de l'Heeresgruppe Mitte.
Elle est renommée 549. Volks-Grenadier-Division le 9 octobre 1944.

## Organisation

### Commandants
| Date                             | Grade           | Commandant |
| -------------------------------- | --------------- | ---------- |
| 13 juillet 1944 - 9 octobre 1944 | Generalleutnant | Karl Jank  |

## Théâtres d'opérations
- Front de l'Est, secteur Centre : Juillet 1944 - Octobre 1944

## Ordre de bataille
- Grenadier-Regiment 1097
- Grenadier-Regiment 1098
- Grenadier-Regiment 1099
- Artillerie-Regiment 1549
  - I. Abteilung
  - II. Abteilung
  - III. Abteilung
  - IV. Abteilung
- Füsilier-Kompanie 549
- Divisionseinheiten 1549